# Grand Arena
Grand Arena este un centru comercial situat în sudul Bucureștiului, în cartierul Berceni, deschis în martie 2009 și include magazinele ancoră Carrefour, Decathlon și Altex.  
Centrul a fost dezvoltat de familia afaceriștilor francezi Harfi,  a implicat o investiție de 187 de milioane de euro și are o suprafață închiriabilă de 50.000 de metri pătrați.